# Berzhausen
Berzhausen là một xã thuộc huyện Altenkirchen, bang Rheinland-Pfalz, phía tây nước Đức. Xã Berzhausen có diện tích 2,37 km², dân số thời điểm ngày 31 tháng 12 năm 2006 là 185 người.